# Pseudosphex polistes
Pseudosphex polistes là một loài bướm đêm thuộc phân họ Arctiinae, họ Erebidae.